# Station Damasławek
Station Damasławek is een spoorwegstation in de Poolse plaats Damasławek.